# Sainte-Marie (Reunião)
Sainte-Marie é uma comuna francesa no departamento ultramarino de Reunião. Estende-se por uma área de 87.21 km², e possui 33.234 habitantes, segundo o censo de 2018, com uma densidade de 380 hab/km².